# Ukrainischer Fußballpokal 1992
Der Ukrainische Fußballpokal 1992 war die erste Austragung des ukrainischen Pokalwettbewerbs der Männer nach dem Ende der Sowjetunion. Pokalsieger wurde Tschornomorez Odessa. Das Team setzte sich im Finale am 31. Mai 1992 im Nationalstadion von Kiew gegen Metalist Charkiw durch.

## Modus
Es wurde entschieden, dass der Pokal mit 16 Mannschaften beginnt, und sich die sechs Teilnehmer der letzten sowjetischen höchsten Liga direkt für das Achtelfinale qualifizieren, während die anderen zehn Teams durch zwei Qualifikationsrunden mussten. Aus der Perscha Liha erhielt zudem Asowez Mariupol ein Freilos für die erste Qualifikationsrunde.
Die Begegnungen der beiden Qualifikationsrunden und des Finales wurden in einem Spiel ausgetragen. Bei unentschiedenem Ausgang wurde zur Ermittlung des Siegers eine Verlängerung gespielt. Stand danach kein Sieger fest, folgte ein Elfmeterschießen. Im Achtel-, Viertel und Halbfinale wurden die Sieger in Hin- und Rückspiel ermittelt. Bei Torgleichstand in beiden Spielen zählte zunächst die größere Zahl der auswärts erzielten Tore; gab es auch hierbei einen Gleichstand, wurde das Rückspiel verlängert und ggf. ein Elfmeterschießen zur Entscheidung ausgetragen. Der Pokalsieger qualifizierte sich für den Europapokal der Pokalsieger.

## Teilnehmende Teams
| Wyschtscha Liha | Wyschtscha Liha | Perscha Liha | Perscha Liha |
| Gruppe A (10) | Gruppe B (10) | Gruppe A (13) | Gruppe A (12) |
| --- | --- | --- | --- |
| - Ewis Mykolajiw - Karpaty Lwiw - Kremin Krementschuk - Metalurh Saporischschja - Nywa Winnyzja - Schachtar Donezk - Tawrija Simferopol - Temp Schepetiwka - Torpedo Saporischschja - Tschornomorez Odessa | - FSK Bukowina Czernowitz - Dnipro Dnipropetrowsk - Dynamo Kiew - Metalist Charkiw - Naftowyk Ochtyrka - Nywa Ternopil - SKA Odessa - Prikarpattja Iwano-Frankiwsk - Sorja-MALS Luhansk - Wolyn Luzk | - Awtomobilist Sumy - Desna Tschernihiw - Dnipro Tscherkassy - Halytschyna Drohobytsch - SKA Kiew - Krystal Tschortkiw - Podillja Chmelnyzkyj - Polihraftechnika Oleksandrija - FK Polissja Schytomyr - Pryladyst Mukatschewo - Stal Altschewsk - Tschajka Sewastopol - FK Weres Riwne | - Artanija Otschakiw - Asowez Mariupol - Chimik Sjewjerodonezk - Krystal Cherson - Krywbas Krywyj Rih - Kolos Nikopol - Ros Bila Zerkwa - Sakarpattja Uschhorod - Schachtar Pawlohrad - Skala Stryj - Wahonobudiwnyk Stachonow - Worskla Poltawa |

## 1. Qualifikationsrunde
| Datum      |                                    | Ergebnis              |                                  |
| ---------- | ---------------------------------- | --------------------- | -------------------------------- |
| 10.02.1992 | Podillja Chmelnyzkyj (II)          | 1:1 n. V. (1:3 i. E.) | FSK Bukowina Czernowitz (I)      |
| 16.02.1992 | Kolos Nikopol (II)                 | 1:2                   | FK Polissja Schytomyr (II)       |
| 16.02.1992 | Worskla Poltawa (II)               | 1:0                   | Desna Tschernihiw (II)           |
| 16.02.1992 | Wolyn Luzk (I)                     | 2:3                   | Torpedo Saporischschja (I)       |
| 16.02.1992 | Wahonobudiwnyk Stachonow (II)      | 1:1 n. V. (4:3 i. E.) | Chimik Sjewjerodonezk (II)       |
| 16.02.1992 | Temp Schepetiwka (I)               | 1:2                   | Kremin Krementschuk (I)          |
| 16.02.1992 | Stal Altschewsk (II)               | 2:1                   | Sakarpattja Uschhorod (II)       |
| 16.02.1992 | Skala Stryj (II)                   | 1:0 n. V.             | Nywa Winnyzja (I)                |
| 16.02.1992 | SKA Kiew (II)                      | 1:2 n. V.             | Krywbas Krywyj Rih (II)          |
| 16.02.1992 | Schachtar Pawlohrad (II)           | 2:1                   | Krystal Cherson (II)             |
| 16.02.1992 | Polihraftechnika Oleksandrija (II) | 0:0 n. V. (4:3 i. E.) | Prikarpattja Iwano-Frankiwsk (I) |
| 16.02.1992 | Krystal Tschortkiw (II)            | 2:0                   | Pryladyst Mukatschewo (II)       |
| 16.02.1992 | Karpaty Lwiw (II)                  | 1:0                   | Ros Bila Zerkwa (II)             |
| 16.02.1992 | Halytschyna Drohobytsch (II)       | 0:2                   | Naftowyk Ochtyrka (II)           |
| 16.02.1992 | Dnipro Tscherkassy (II)            | 1:0                   | FK Weres Riwne (II)              |
| 16.02.1992 | Tschajka Sewastopol (II)           | 0:2                   | Tawrija Simferopol (II)          |
| 16.02.1992 | Awtomobilist Sumy (II)             | 1:0                   | Nywa Ternopil (II)               |
| 16.02.1992 | Artanija Otschakiw (II)            | 1:3                   | Sorja-MALS Luhansk (I)           |
| 16.02.1992 | SKA Odessa (I)                     | 1:1 n. V. (5:4 i. E.) | Ewis Mykolajiw (I)               |

## 2. Qualifikationsrunde
| Datum      |                               | Ergebnis              |                                    |
| ---------- | ----------------------------- | --------------------- | ---------------------------------- |
| 21.02.1992 | FK Polissja Schytomyr (II)    | 1:0                   | Stal Altschewsk (II)               |
| 23.02.1992 | Sorja-MALS Luhansk (I)        | 1:2                   | Skala Stryj (II)                   |
| 23.02.1992 | Wahonobudiwnyk Stachonow (II) | 2:0                   | Awtomobilist Sumy (II)             |
| 23.02.1992 | Torpedo Saporischschja (I)    | 3:0                   | SKA Odessa (I)                     |
| 23.02.1992 | Naftowyk Ochtyrka (I)         | 3:1                   | Tawrija Simferopol (I)             |
| 23.02.1992 | Krywbas Krywyj Rih (II)       | 2:1                   | Worskla Poltawa (II)               |
| 23.02.1992 | Krystal Tschortkiw (II)       | 2:0                   | Schachtar Pawlohrad (II)           |
| 23.02.1992 | Kremin Krementschuk (I)       | 2:0                   | Polihraftechnika Oleksandrija (II) |
| 23.02.1992 | Karpaty Lwiw (I)              | 0:0 n. V. (4:2 i. E.) | Dnipro Tscherkassy (II)            |
| 28.02.1992 | FSK Bukowina Czernowitz (I)   | 1:0 n. V.             | Asowez Mariupol (II)               |

## Achtelfinale
| Datum             |                               | Gesamt |                             | Hinspiel | Rückspiel |
| ----------------- | ----------------------------- | ------ | --------------------------- | -------- | --------- |
| 28.02./14.03.1992 | Dynamo Kiew (I)               | 3:2    | Skala Stryj (II)            | 1:1      | 2:1 n. V. |
| 01.03./14.03.1992 | Torpedo Saporischschja (I)    | 6:1    | Krywbas Krywyj Rih (II)     | 6:0      | 0:1       |
| 01.03./14.03.1992 | Naftowyk Ochtyrka (I)         | 2:1    | Kremin Krementschuk (I)     | 1:1      | 1:0       |
| 01.03./14.03.1992 | Krystal Tschortkiw (II)       | 1:4    | Metalist Charkiw (I)        | 1:2      | 0:2       |
| 01.03./14.03.1992 | Karpaty Lwiw (I)              | 1:4    | Schachtar Donezk (I)        | 1:2      | 0:2       |
| 01.03./14.03.1992 | FK Polissja Schytomyr (II)    | 5:8    | Tschornomorez Odessa (I)    | 4:1      | 1:7 n. V. |
| 02.03./13.03.1992 | FSK Bukowina Czernowitz (I)   | 2:5    | Dnipro Dnipropetrowsk (I)   | 1:2      | 1:3       |
| 03.03./14.03.1992 | Wahonobudiwnyk Stachonow (II) | 1:7    | Metalurh Saporischschja (I) | 1:0      | 0:7       |

## Viertelfinale
| Datum             |                            | Gesamt |                             | Hinspiel | Rückspiel |
| ----------------- | -------------------------- | ------ | --------------------------- | -------- | --------- |
| 11.04./28.04.1992 | Metalist Charkiw (I)       | 2:1    | Naftowyk Ochtyrka (I)       | 2:0      | 0:1       |
| 11.04./03.05.1992 | Torpedo Saporischschja (I) | 2:1    | Dynamo Kiew (I)             | 1:0      | 1:1       |
| 11.04./03.05.1992 | Schachtar Donezk (I)       | 6:1    | Dnipro Dnipropetrowsk (I)   | 6:0      | 0:1       |
| 11.04./03.05.1992 | Tschornomorez Odessa (I)   | 3:1    | Metalurh Saporischschja (I) | 2:0      | 1:1       |

## Halbfinale
| Datum             |                          | Gesamt |                            | Hinspiel | Rückspiel |
| ----------------- | ------------------------ | ------ | -------------------------- | -------- | --------- |
| 14.05./26.05.1992 | Schachtar Donezk (I)     | 1:2    | Metalist Charkiw (I)       | 0:1      | 1:1       |
| 14.05./26.05.1992 | Tschornomorez Odessa (I) | 3:1    | Torpedo Saporischschja (I) | 3:1      | 0:0       |

## Finale
| Paarung              | Tschornomorez Odessa – Metalist Charkiw |
| Ergebnis             | 1:0 n. V. |
| Datum                | 31. Mai 1992 |
| Stadion              | Nationalstadion, Kiew |
| Zuschauer            | 12.000 |
| Schiedsrichter       | Jewhen Kanana |
| Tore                 | 1:0 Ilja Zymbalar (107.) |
| Tschornomorez Odessa | Wiktor Hryschko – Juri Nikiforow, Juri Schelepnyzkyj (75. Dmytro Parfonow), Juri Bukel, Serhej Tretjak – Wiktor Jablonskyj, Ilja Zymbalar, Iwan Hezko, Oleh Koscheljuk (117. Oleksandr Spizyn) – Juri Sak, Serhij Husjew (78. Serhij Sirtschenko) Cheftrainer: Wiktor Prokopenko                     |
| Metalist Charkiw     | Oleksandr Pomasun – Oleh Kastornyj (91. Sascha Borowik), Wiktor Jalowskyj (108. Jaroslaw Lanzfer), Iwan Panschyschyn , Roman Pez, Juri Mykolajenko, Dmitro Chomicha, Serhej Kandaurow, Guram Adschjew (111. Andrij Schynkarjow) – Oleksandr Prysetko, Wadim Kolesnyk Cheftrainer: Leonid Tkatschenko |
| Gelbe Karten         | keine – Oleh Kastornyj |